# 数据模型
在软件工程中，数据模型是定义数据如何输入和与输出的一种模型。其主要作用是为信息系统提供数据的定义和格式。数据模型是数据库系统的核心和基础，现有的数据库系统都是基于某种数据模型而建立起来的。

数据模型的作用

## 要求
1. 比较直观地模拟现实世界
2. 容易为人理解
3. 便于计算机实现[1]

## 三要素
1. 数据结构：储存在数据库中对象类型的集合，作用是描述数据库组成对象以及对象之间的联系。
2. 数据操作：指对数据库中各种对象实例允许执行的操作的集合，包括操作及其相关的操作规则。
3. 数据完整性约束条件：指在给定的数据模型中，数据及其联系所遵守的一组通用的完整性规则，它能保证数据的正确性和一致性。[1]